# ژاک مونو
ژاک مونو (فرانسوی: Jacques Monod‎؛ زادهٔ ۹ فوریهٔ ۱۹۱۰ – درگذشتهٔ ۳۱ مهٔ ۱۹۷۶) زیست‌شیمیدان اهل فرانسه بود. دلیل شهرت وی نظریهٔ یک ژن یک آنزیم است.